# Théophile Moreux
Théophile Moreux, född den 20 november 1867 i Argent-sur-Sauldre Cher, död 13 juli 1954 i Bourges, var en fransk astronom och meteorolog.
Han var verksam vid Bourgesobservatoriet och studerade månen och planeten Mars.
Nedslagskratern Moreux på planeten Mars och asteroiden 14914 Moreux är uppkallad efter honom.